# Tritonus
Tritonus je naziv glazbenog intervala između čija dva tona je razmak od tri stupnja. 
Može biti:
- povećana kvarta ili
- smanjena kvinta.

Ova dva intervala posve jednako zvuče, ali se drukčije zovu (enharmonija). 
U zapadnoj glazbi veoma je disonantan interval, te se zbog svog uznemirujućeg zvuka često koristi u filmskoj glazbi.
Tritonus se često koristi u sirenama vozila sa stalnim izmjenjivanjem dva tona, kao i sirenama vlakova, kamiona i sl.
Prema predaji, tritonus se u srednjovjekovnoj sakralnoj glazbi smatralo grijehom, te se često upućivalo na izreku "Mi contra fa est diabolus in musica"  (Tritonus je đavao u glazbi).
Prva dva tona u skladbi Jimija Hendrixa "Purple Haze" čine interval tritonus.